# Berrima
Berrima är en ort i Australien. Den ligger i kommunen Wingecarribee och delstaten New South Wales, i den sydöstra delen av landet, omkring 110 kilometer sydväst om delstatshuvudstaden Sydney. Antalet invånare är 777.
Närmaste större samhälle är Bowral, nära Berrima. 
Trakten runt Berrima består till största delen av jordbruksmark. Runt Berrima är det glesbefolkat, med 15 invånare per kvadratkilometer. Genomsnittlig årsnederbörd är 1 238 millimeter. Den regnigaste månaden är februari, med i genomsnitt 210 mm nederbörd, och den torraste är juli, med 35 mm nederbörd.